# Lampetis apiata
Lampetis apiata es una especie de escarabajo del género Lampetis, familia Buprestidae. Fue descrita científicamente por Kerremans en 1897.